# 蒲郡市保健医療センター
蒲郡市保健医療センター（がまごおりしほけんいりょうセンター）は、愛知県蒲郡市浜町にある保健医療センターである。

## 概要
保健機能と医療機能を併せ持つ施設として1994年（平成6年）4月に開設され、乳児から老人までの健診、教育、相談、栄養指導、予防接種等が行われている。また、休日急病診療所、休日歯科診療所および医師会の諸施設や歯科医師会、薬剤師会の事務室も設置されている。
かつては、蒲郡市立図書館西側に「蒲郡保健センター」として1971年（昭和46年）3月9日に竣工し、同市浜町に新庁舎が完成するまで市内の保健機能の一端を担っていた。現在、旧庁舎はそのまま残されており、蒲郡市立図書館別館「金沢ヒューマン文庫」などで活用されている。

## 施設

### 施設全体
- 所在地：愛知県蒲郡市浜町4番地
- 敷地面積：8,469.86 m2
- 構造：鉄骨鉄筋コンクリート造3階建
- 延床面積：6,334.30 m2
- 施設内容：
  - 1階：保健センター、休日急病診療所、休日歯科診療所、歯科医師会、薬剤師会
  - 2階：保健センター、人間ドック
  - 3階：医師会、医師会臨床検査部、医師会共同利用施設

### 休日急病診療所
- 蒲郡市医師会に委託
- 診療日：毎週日曜日、祝日、年末年始（12/30 - 1/3）
- 診療科目：内科および小児科のみ
- 診療時間：午前9時から12時、午後1時から5時

※ 夜間については、蒲郡市民病院および市内病院・診療所が輪番制で対応する。

### 休日歯科診療所
- 蒲郡市歯科医師会に委託
- 診療日：毎週日曜日、祝日、年末年始（12/30 - 1/3）
- 診療時間：午前9時から午後12時30分

## 事業内容
- 母子保健事業
- 予防接種事業
- 成人・老人保健事業
- 健康づくり事業
- 保健師活動
- 人間ドック事業（蒲郡市医師会に委託）

## 利用状況
- 休日急病診療所
  - 33.6人 / 日（2007年度実績、70日間、日曜日・祝日・年末年始）
- 休日歯科診療所
  - 4.7人 / 日（2007年度実績、70日間、日曜日・祝日・年末年始）
- 人間ドック
  - 2,214人（2007年度実績、開設日：141日）

## 沿革
- 1971年（昭和46年）3月9日 - 蒲郡市保健センターとして蒲郡市宮成町に竣工。
- 1994年（平成6年） 5月2日 - 蒲郡市保健医療センターが同市浜町にオープン。
- 1994年（平成6年）6月19日 - 休日急病診療所、休日歯科診療所開設。
- 1994年（平成6年）11月10日 - 蒲郡駅前からバス路線が開設。1日8往復。
- 1995年（平成7年）7月29日 - 人間ドック事業開始。

## 交通アクセス

### 鉄道
- JR東海道本線・名鉄蒲郡線 蒲郡駅から徒歩で約20分。

### バス
- 名鉄バス
  - 「厚生館病院前」バス停下車、徒歩で約5分（蒲郡駅前から西浦温泉行きに乗車）。
  - 「保健医療センター前」バス停下車（蒲郡駅前から保健医療センター行きに乗車、平日1往復のみ運行）。